# Rijk van Dam
Pour les articles homonymes, voir Van Dam.
Rijk van Dam, né le 8 août 1952, est un homme politique néerlandais.